# Csepeli Strandfürdő
A Csepeli Strandfürdő a Soroksári Duna-ág partján, mintegy héthektárnyi zöldterületen található Csepel-Királyerdőben.

## Története
Az 1930-as években már működött a Ráckevei-Duna (Soroksári-Duna vagy Ráckevei (Soroksári)-Duna) partján a dunai strand az egykori Weiss Manfréd Acél- és Fémművek üzemeltetésében. Később a Duna vízminőségének romlása arra ösztönözte az üzemeltetőt, hogy új, korszerű strandfürdőt építtessen a régi helyett. Mélyfúrásokat végeztek, ennek nyomán értékes összetételű ásványvíz tört fel. Erre a vízkészletre alapozva 1961-re épült fel a fürdő.
Erős-Szekeres aláírással 1958. július 18-án jelent meg a Csepel Vas- és Fémművek dolgozóinak Lapjában, a Fogaskerékben egy írás ezzel a címmel: „Strandfürdőt Csepelnek!” Egy részlet az írásból: „Létesítsünk a Kis-Dunaág mellett lévő Vízitelep mellett egy srandfürdőt.Ha ilyen módon egyesítenénk a Víziteleppel a stranfürdőt, akkor lehetővé kellene tenni, hogy a dolgozók  szabad idejükben szórakozásra használhassák a meglévő helyiségeket és berendezéseket. (…) biztosak vagyunk benne, hogy Csepel dolgozói örömmel vállalnának jelentős társadalmi munkát a strandfürdő létrehozásáért.” (A Csepeli Helytörténeti és Városszépítő Egyesület archívumában lévő krónikás albumból, melyet Erőss József készített, hamarosan kiállítás készül.)
Komjáthy László, a Csepel Vas- és Fémművek vezérigazgatója 1958. szeptember 1-jétől megbízta Erőss Józsefet a Csepel Vas- és Fémművek strandjának megépítésével kapcsolatos feladatok irányításával.
Erőss József 1958. szeptember 4-én hivatalosan írásos javaslatot készített a Csepel Művek kis-dunai Vízitelepén és környékén üdülőtelep, strandfürdő létesítésére. Egy részlet a javaslatból: „íme lelki szemeink előtt áll a hatalmas és korszerű üdülőtelep, ahová a kajak teleptől északra feküdne a napos homokozó, az árnyas pihenő, maga a strand a felépítményeivel. (…) Mellette egy korszerű úttörő táborozási hely (…) ehhez csatolnánk egy tanonc táborozási területet. (…) a kajakháztól délre pedig sátor táborozásra létesítenénk erre a célra megfelelő, rendezett telepet.”
A javaslatot tervek, majd tettek követték, s már az országos lapok is arról írtak, hogy Csepelnek korszerű strandfürdője és uszodája lesz. 1958 októberében kijelölték a Hollandi út mentén a strand területét, novemberben már a fúrótornyokat alapozták. 1959. februárjában már állt a fúrótorony, s márciusban a komlói Mélyfúró Vállalat dolgozói megkezdték a kútfúrást. Július 23-án (a fúrás 115. napján, 1130 méteres mélységből) feltört a melegvíz – hozama: 1200 liter/perc, hőfoka 45 Celsius fok volt.
Erőss József – akinek krónikás albumából származnak ezek az adatok – feljegyezte, hogy az első fürdővendég Oroszi Jenő kovácsológyári nyugdíjas volt, aki akkor még csak a lábát áztatta. Az újságok brómos-jódos-kénes csodás gyógyvízről cikkeztek, s a Csepel Művek 18 gyáregysége egymással versengett, ki miben segítsen: mindenki építeni akart.
1959 szeptemberében megindultak a strand építési munkái a talajegyengetéssel, talajtömörségi vizsgálatokkal, gépesített földmunkákkal, s megkezdődött a medence alapozása is. Ácsok, vasbeton-szerelők is dolgoztak, s elkészültek a szennyvízszűrők, a gyermek medence.
1961-re felépült a strandfürdő. 
2013 novembere óta télen is lehet fürdőzni a Csepeli Strandfürdőben, így az egész évben nyitva tart. Az 50 méteres úszómedencét sátorral fedik le, és a külső termálvizes medence is használható. A külön álló szauna-faház télen-nyáron üzemel. A téli üzem alatt a medence mellé telepített, fűtött öltöző-konténerekben lehet átöltözni.
2020 június 19-e óta a Csepeli strand megújult épületegyüttessel várja a látogatókat. Részleges felújítás és korszerűsítés nyomán ekkorra  megkapta az új öltözőket, továbbá teljesen új mosdó egységet is építettek.

## Fürdő létesítmények
A Csepeli Strandfürdő strand-, gyerek, és úszómedencék mellett termálmedencével és szaunával is rendelkezik. 
Élménymedence: 
| Medence méret:                   | szabálytalan alakú |
| Vízmélység:                      | ~1,35-1,65 m       |
| Vízfelület:                      | 1598 m²            |
| Víztérfogat:                     | 2077 m³            |
| Fürdőzők létszáma (egyidejűség): | 320 fő             |
| Vízhőmérséklet:                  | ~27 °C (+-1 °C)    |
| Üzemeltetés módja:               | forgatott          |

Úszómedence:
| Medence méret:                   | ~20 × 50 m   |
| Vízmélység:                      | ~1,60-1,90 m |
| Vízfelület:                      | 970 m²       |
| Víztérfogat:                     | 1.552 m³     |
| Fürdőzők létszáma (egyidejűség): | 194 fő       |
| Vízhőmérséklet:                  | 26-27 °C     |
| Üzemeltetés módja:               | forgatott    |

Gyerekmedence:
| Medence méret:                  | kőralakú     |
| Vízmélység:                     | ~0,30-0,55 m |
| Vízfelület:                     | 94 m²        |
| Víztérfogat                     | 38 m³        |
| Fürdőzők létszáma(egyidejűség): | 47 fő        |
| Vízhőmérséklet:                 | ~30 °C       |
| Üzemeltetés módja:              | forgatott    |

Termálmedence
| Medence méret:                  | kőralakú  |
| Vízmélység:                     | ~0,90 m   |
| Vízfelület:                     | 200 m²    |
| Víztérfogat                     | 180 m³    |
| Fürdőzők létszáma(egyidejűség): | 80 fő     |
| Vízhőmérséklet:                 | ~38 °C    |
| Üzemeltetés módja:              | forgatott |

Finn szauna télen-nyáron üzemel.
Csúszda: 3 darab csúszda van, 1 kamikaze, 2 anakonda. A csúszdák csak a nyári szezonban üzemelnek.